# Piñuécar-Gandullas
Piñuécar-Gandullas är en kommun i Spanien.  Den ligger i den autonoma regionen Madrid, i den centrala delen av landet, 70 km norr om huvudstaden Madrid. Antalet invånare är 185 (2024).
Terrängen i Piñuécar-Gandullas är platt söderut, men norrut är den kuperad.